# Eleccions legislatives txeques de 2021
Les eleccions legislatives txeques de 2021 se celebraran els dies 8 i 9 d’octubre de 2021. Els 200 membres de la Cambra de Diputats seran elegits i el líder del govern resultant esdevindrà el primer ministre.
D'ençà de les eleccions del 2017, la República Txeca està liderada per un govern en minoria format per ANO 2011, dirigit pel primer ministre Andrej Babiš, i el Partit Socialdemòcrata (ČSSD), dirigit pel ministre de l’Interior, Jan Hamáček, amb el suport del Partit Comunista. El partit d’oposició més important és el Partit Democràtic Cívic (ODS), seguit del Partit Pirata Txec. Babiš es presenta a la reelecció.

## Sistema electoral
Els 200 membres de la Cambra de Diputats són elegits en 14 districtes electorals mitjançant una llista oberta amb escrutini proporcional plurinominal amb una barrera electoral del 5%. El llindar s'eleva fins al 10% per a aliances de dos partits, 15% per a aliances de tres partits i 20% per a aliances de quatre o més partits. Les places s'assignen mitjançant el mètode d’Hondt. Els votants poden donar vots preferents a un màxim de quatre candidats en una llista. Els candidats que reben vots preferents de més del 5% dels votants passen a la part superior de la seva llista; en els casos en què més d’un candidat rep més del 5% dels vots preferents, es classifiquen per ordre de vots rebuts.

## Antecedents
Segons la Constitució de la República Txeca, les eleccions a la Cambra de Diputats, la cambra baixa del Parlament, s'han de celebrar cada quatre anys. El Govern respon davant la Cambra de Diputats i només manté el poder amb la confiança de la majoria dels membres del parlament. L’article 19.1 de la constitució estableix que qualsevol ciutadà de la República Txeca que tingui dret de votar i tingui 21 anys és elegible per a ser diputat.
ANO 2011 fou el partit més votat en les anteriors eleccions legislatives de 2017 i va formar un governen minoria que va perdre un vot de confiança el 16 de gener de 2018. El partit va formar llavors un govern de coalició amb els socialdemòcrates i amb el suport del Partit Comunista. Andrej Babiš es va convertir en el nou primer ministre.
El Partit Democràtic Cívic (ODS) fou el segon partit més votat i el principal partit de l'oposició, molt per davant del Partit Pirata Txec.

### Eleccions al Senat i municipals del 2018
El 2018, els votants van escollir 27 de 81 senadors i aproximadament 61.900 membres dels consells locals. ODS va guanyar les eleccions al Senat amb 10 senadors elegits. ANO 2011 va guanyar les eleccions municipals a la majoria de ciutats regionals, amb ODS acabant primer només a Praga.

### Eleccions al Senat i autonòmiques de 2020
L’octubre de 2020, els votants van elegir 675 membres de tretze assemblees regionals (totes excepte Praga), que llavors van formar governs regionals. ANO 2011 guanyà les eleccions amb el 21,8% dels vots, però els partits de l'oposició, especialment el Partit Pirata, van obtenir guanys, mentre que els aliats de l'ANO van ser fortament derrotats. Els partits governamentals també van ser fortament derrotats a les eleccions al Senat, que van ser guanyades per Batlles i Independents per davant de l'ODS.

### Coalicions de partits polítics
Després de les eleccions regionals del 2020, els partits de l'oposició van iniciar negociacions sobre possibles aliances electorals. Es va especular que es formarien dos blocs electorals: un bloc conservador liderat per ODS, que inclouria també la Unió Democristiana–Partit Popular Txecoslovac (KDU-ČSL) i TOP 09, amb Petr Fiala com a líder, i un bloc liberal format pel Partit Pirata Txec i Batlles i Independents, amb Ivan Bartoš com a líder.
La direcció de l’ODS va acordar formar una aliança el 25 d’octubre de 2020, amb la signatura d’un memoràndum dos dies després. El 27 d’octubre de 2020, Fiala, Marian Jurečka i Markéta Adamová van anunciar que ODS, KDU-ČSL i TOP 09 formarien una aliança electoral per a les properes eleccions legislatives, amb el líder de l’ODS Fiala com a candidat de l’aliança al primer ministre. L'11 de novembre de 2020, els partits van acordar que ODS nomenaria els líders de les llistes electorals en nou regions, KDU-ČSL en tres regions i TOP 09 en dues regions. El nom de l'aliança es va anunciar com a Junts. Petr Fiala va ser confirmat com a candidat de l'aliança a primer ministre el 16 de desembre de 2020.
La direcció de Batlles i Independents acordà iniciar les negociacions el 8 d'octubre de 2020. Els pirates estan obligats a ratificar qualsevol aliança en un referèndum de membres. En una enquesta del 20 d’octubre de 2020, el 51% dels membres del Partit Pirata es van oposar a l’aliança, mentre que el 43% la donava suport. El referèndum per iniciar les negociacions per a una aliança estava previst inicialment del 13 al 16 de novembre de 2020, però es va reprogramar del 20 al 23 de novembre de 2020. Entre els membres del Partit Pirata, 695 de 858 van votar a favor de les negociacions, amb una participació del 80%. Ivan Bartoš va ser nomenat líder del partit pirata el 25 de novembre de 2020, i es va confirmar el 2 de desembre de 2020. Els pirates també van oferir al Partit Verd la possibilitat d’adherir-se a la seva llista electoral. Ivan Bartoš va ser confirmat com a líder electoral de l'aliança el 14 de desembre de 2020. Els membres del Partit Pirata van votar per aprovar l'aliança el 13 de gener de 2021.
El 28 de desembre de 2020, el president txec Miloš Zeman anuncià que el 8 i 9 d'octubre de 2021 serà la data de les eleccions.
El Partit Socialdemòcrata Txec va començar a negociar la formació d’un tercer bloc electoral el gener del 2021, negociant amb el Partit Verd i alguns partits regionals la formació d’una aliança electoral d’esquerres.

## Composició de la Cambra de Diputats anterior a les eleccions
|        |                                               |        |  |  |  |  |
| Partit | Partit                                        | Escons |  |  |  |  |
|        | ANO 2011                                      | 78     |  |  |  |  |
|        | Partit Democràtic Cívic                       | 23     |  |  |  |  |
|        | Partit Pirata Txec                            | 22     |  |  |  |  |
|        | Llibertat i Democràcia Directa                | 19     |  |  |  |  |
|        | Partit Comunista de Bohèmia i Moràvia         | 15     |  |  |  |  |
|        | Partit Socialdemòcrata Txec                   | 14     |  |  |  |  |
|        | Unió Democristiana–Partit Popular Txecoslovac | 10     |  |  |  |  |
|        | TOP 09                                        | 7      |  |  |  |  |
|        | Batlles i Independents                        | 6      |  |  |  |  |
|        | Moviment ciutadà tricolor                     | 3      |  |  |  |  |
|        | Bloc lliure                                   | 2      |  |  |  |  |
|        | Unificat: alternativa per als patriotes       | 1      |  |  |  |  |

## Resultats
El resultat detallat és el següent:
| Eleccions a la Cambra de Diputats, 2021 |                                       |           |       |       |        |     |
|                                         |                                       |           |       |       |        |     |
| Candidatura                             | Candidatura                           | Vots      | %     | +/-   | Escons | +/– |
|                                         | Junts (SPOLU)                         | 1.493.905 | 27,79 | +5.36 | 71     | 29  |
|                                         | ANO 2011                              | 1.458.140 | 27,13 | –2.51 | 72     | –6  |
|                                         | Pirates i Batlles                     | 839.776   | 15,62 | –0.36 | 37     | 9   |
|                                         | Llibertat i Democràcia Directa        | 513.910   | 9,56  | –1.08 | 20     | –2  |
|                                         | Jurament                              | 251.562   | 4,68  | Nou   | 0      | Nou |
|                                         | Partit Socialdemòcrata Txec           | 250.397   | 4,66  | –2.62 | 0      | –15 |
|                                         | Partit Comunista de Bohèmia i Moràvia | 193.817   | 3,61  | –4.16 | 0      | –15 |
|                                         | Tricolour–Svobodní–Soukromníci        | 148.463   | 2,76  | +1.20 | 0      | 0   |
|                                         | Bloc Lliure                           | 71.587    | 1,33  | Nou   | 0      | Nou |
|                                         | Partit Verd                           | 53.343    | 0,99  | –0.47 | 0      | 0   |
|                                         | Altres                                | 100.190   | 1,87  | -0,02 | 0      | 0   |
| Total                                   | Total                                 | 5.375.090 | 100   | –     | 200    | –   |
|                                         |                                       |           |       |       |        |     |
| Vots vàlids                             | Vots vàlids                           | 5.375.090 | 99,32 |       |        |     |
| Invàlids / En blanc                     | Invàlids / En blanc                   | 36.794    | 0,68  |       |        |     |
| Total                                   | Total                                 | 5.411.884 | 100   |       |        |     |
| Votants registrats / participació       | Votants registrats / participació     | 8.275.752 | 65,39 |       |        |     |